# Liste des planètes mineures (639001-640000)
Voici la liste des planètes mineures numérotées de 639001 à 640000. Les planètes mineures sont numérotées lorsque leur orbite est confirmée, ce qui peut parfois se produire longtemps après leur découverte. Elles sont classées ici par leur numéro.

## Planètes mineures 639001 à 640000
- (639001) 2016 LH68
- (639002) 2016 MB2
- (639003) 2016 MM7
- (639004) 2016 NF3
- (639005) 2016 NV3
- (639006) 2016 NK5
- (639007) 2016 ND7
- (639008) 2016 NB13
- (639009) 2016 NG18
- (639010) 2016 NU19
- (639011) 2016 NX20
- (639012) 2016 NO23
- (639013) 2016 NT30
- (639014) 2016 NZ32
- (639015) 2016 NB34
- (639016) 2016 NC35
- (639017) 2016 NN35
- (639018) 2016 NM37
- (639019) 2016 NU40
- (639020) 2016 NT43
- (639021) 2016 NH44
- (639022) 2016 NS45
- (639023) 2016 NP46
- (639024) 2016 NJ50
- (639025) 2016 NL65
- (639026) 2016 NM69
- (639027) 2016 NS71
- (639028) 2016 NY72
- (639029) 2016 NK73
- (639030) 2016 NK74
- (639031) 2016 NZ74
- (639032) 2016 NO85
- (639033) 2016 NY109
- (639034) 2016 NQ132
- (639035) 2016 NT132
- (639036) 2016 NB143
- (639037) 2016 OV2
- (639038) 2016 OR8
- (639039) 2016 OE12
- (639040) 2016 PD5
- (639041) 2016 PV11
- (639042) 2016 PA14
- (639043) 2016 PV14
- (639044) 2016 PR21
- (639045) 2016 PC23
- (639046) 2016 PO27
- (639047) 2016 PQ27
- (639048) 2016 PU27
- (639049) 2016 PD28
- (639050) 2016 PG42
- (639051) 2016 PK47
- (639052) 2016 PO47
- (639053) 2016 PD48
- (639054) 2016 PA52
- (639055) 2016 PH53
- (639056) 2016 PL67
- (639057) 2016 PB77
- (639058) 2016 PD77
- (639059) 2016 PH90
- (639060) 2016 PY90
- (639061) 2016 PJ101
- (639062) 2016 PX101
- (639063) 2016 PM102
- (639064) 2016 PO103
- (639065) 2016 PD122
- (639066) 2016 PB127
- (639067) 2016 PM152
- (639068) 2016 PV155
- (639069) 2016 PA190
- (639070) 2016 PU200
- (639071) 2016 PY245
- (639072) 2016 PO254
- (639073) 2016 QW3
- (639074) 2016 QF4
- (639075) 2016 QA12
- (639076) 2016 QX12
- (639077) 2016 QU13
- (639078) 2016 QH14
- (639079) 2016 QF16
- (639080) 2016 QB17
- (639081) 2016 QT19
- (639082) 2016 QA20
- (639083) 2016 QP20
- (639084) 2016 QM22
- (639085) 2016 QQ23
- (639086) 2016 QT23
- (639087) 2016 QJ26
- (639088) 2016 QY28
- (639089) 2016 QY29
- (639090) 2016 QW36
- (639091) 2016 QG37
- (639092) 2016 QO42
- (639093) 2016 QF43
- (639094) 2016 QK47
- (639095) 2016 QX51
- (639096) 2016 QY53
- (639097) 2016 QJ58
- (639098) 2016 QY58
- (639099) 2016 QB60
- (639100) 2016 QW60
- (639101) 2016 QO65
- (639102) 2016 QX66
- (639103) 2016 QG67
- (639104) 2016 QO67
- (639105) 2016 QD69
- (639106) 2016 QY71
- (639107) 2016 QC90
- (639108) 2016 QG113
- (639109) 2016 QW155
- (639110) 2016 RU2
- (639111) 2016 RZ2
- (639112) 2016 RL14
- (639113) 2016 RZ15
- (639114) 2016 RD16
- (639115) 2016 RC22
- (639116) 2016 RK23
- (639117) 2016 RZ30
- (639118) 2016 RA37
- (639119) 2016 RG37
- (639120) 2016 RY41
- (639121) 2016 RC46
- (639122) 2016 RH60
- (639123) 2016 RV64
- (639124) 2016 SL9
- (639125) 2016 SE11
- (639126) 2016 SY12
- (639127) 2016 SC13
- (639128) 2016 SG27
- (639129) 2016 SX27
- (639130) 2016 SE29
- (639131) 2016 SY29
- (639132) 2016 SX30
- (639133) 2016 SD36
- (639134) 2016 SP36
- (639135) 2016 SU43
- (639136) 2016 SP46
- (639137) 2016 SM52
- (639138) 2016 SL76
- (639139) 2016 SO81
- (639140) 2016 TE
- (639141) 2016 TV5
- (639142) 2016 TS8
- (639143) 2016 TG15
- (639144) 2016 TS16
- (639145) 2016 TJ20
- (639146) 2016 TE21
- (639147) 2016 TN21
- (639148) 2016 TY26
- (639149) 2016 TS29
- (639150) 2016 TQ48
- (639151) 2016 TR49
- (639152) 2016 TO76
- (639153) 2016 TN85
- (639154) 2016 TR87
- (639155) 2016 TJ88
- (639156) 2016 TP94
- (639157) 2016 TJ97
- (639158) 2016 TH163
- (639159) 2016 UQ
- (639160) 2016 UR15
- (639161) 2016 UP17
- (639162) 2016 UZ27
- (639163) 2016 UC30
- (639164) 2016 UV35
- (639165) 2016 UT41
- (639166) 2016 US43
- (639167) 2016 UF47
- (639168) 2016 UX47
- (639169) 2016 UA54
- (639170) 2016 UV54
- (639171) 2016 UV55
- (639172) 2016 UZ55
- (639173) 2016 UT62
- (639174) 2016 UB63
- (639175) 2016 UO63
- (639176) 2016 UX66
- (639177) 2016 UH67
- (639178) 2016 UU67
- (639179) 2016 UH68
- (639180) 2016 UU77
- (639181) 2016 UQ78
- (639182) 2016 UO85
- (639183) 2016 US86
- (639184) 2016 UH88
- (639185) 2016 UK91
- (639186) 2016 UY91
- (639187) 2016 UV98
- (639188) 2016 UA99
- (639189) 2016 UU101
- (639190) 2016 UD115
- (639191) 2016 UX118
- (639192) 2016 UU122
- (639193) 2016 UD125
- (639194) 2016 UJ132
- (639195) 2016 UY133
- (639196) 2016 UG148
- (639197) 2016 UE171
- (639198) 2016 UR247
- (639199) 2016 UM251
- (639200) 2016 VM9
- (639201) 2016 VV10
- (639202) 2016 VG19
- (639203) 2016 VH19
- (639204) 2016 VV28
- (639205) 2016 VH34
- (639206) 2016 WM2
- (639207) 2016 WW12
- (639208) 2016 WD15
- (639209) 2016 WY20
- (639210) 2016 WC21
- (639211) 2016 WP26
- (639212) 2016 WZ32
- (639213) 2016 WK35
- (639214) 2016 WA36
- (639215) 2016 WN39
- (639216) 2016 WX40
- (639217) 2016 WQ44
- (639218) 2016 WW46
- (639219) 2016 WW53
- (639220) 2016 WD54
- (639221) 2016 WG58
- (639222) 2016 XC3
- (639223) 2016 XP3
- (639224) 2016 XY3
- (639225) 2016 XB7
- (639226) 2016 XH11
- (639227) 2016 XY11
- (639228) 2016 XM14
- (639229) 2016 XQ14
- (639230) 2016 XF16
- (639231) 2016 YA10
- (639232) 2016 YP11
- (639233) 2016 YD12
- (639234) 2017 AM
- (639235) 2017 AJ1
- (639236) 2017 AA2
- (639237) 2017 AV5
- (639238) 2017 AF9
- (639239) 2017 AA11
- (639240) 2017 AX11
- (639241) 2017 AE14
- (639242) 2017 AZ16
- (639243) 2017 AK17
- (639244) 2017 AZ19
- (639245) 2017 AR21
- (639246) 2017 AX21
- (639247) 2017 AE22
- (639248) 2017 AF22
- (639249) 2017 AH24
- (639250) 2017 AC47
- (639251) 2017 BW3
- (639252) 2017 BC4
- (639253) 2017 BT9
- (639254) 2017 BP10
- (639255) 2017 BS13
- (639256) 2017 BU13
- (639257) 2017 BS14
- (639258) 2017 BH15
- (639259) 2017 BZ15
- (639260) 2017 BF16
- (639261) 2017 BL16
- (639262) 2017 BW17
- (639263) 2017 BH18
- (639264) 2017 BV18
- (639265) 2017 BH20
- (639266) 2017 BJ25
- (639267) 2017 BP27
- (639268) 2017 BD32
- (639269) 2017 BF34
- (639270) 2017 BK34
- (639271) 2017 BP37
- (639272) 2017 BW42
- (639273) 2017 BX43
- (639274) 2017 BT44
- (639275) 2017 BW50
- (639276) 2017 BX51
- (639277) 2017 BC52
- (639278) 2017 BA53
- (639279) 2017 BQ55
- (639280) 2017 BF57
- (639281) 2017 BL57
- (639282) 2017 BG58
- (639283) 2017 BV59
- (639284) 2017 BY60
- (639285) 2017 BF61
- (639286) 2017 BH62
- (639287) 2017 BB64
- (639288) 2017 BR65
- (639289) 2017 BV66
- (639290) 2017 BM69
- (639291) 2017 BQ73
- (639292) Szabózoltán
- (639293) 2017 BY77
- (639294) 2017 BL78
- (639295) 2017 BV78
- (639296) 2017 BY78
- (639297) 2017 BJ79
- (639298) 2017 BF80
- (639299) 2017 BL80
- (639300) 2017 BH82
- (639301) 2017 BZ83
- (639302) 2017 BT86
- (639303) 2017 BG87
- (639304) 2017 BS87
- (639305) 2017 BJ94
- (639306) 2017 BP96
- (639307) 2017 BL98
- (639308) 2017 BK101
- (639309) 2017 BV102
- (639310) 2017 BL105
- (639311) 2017 BE106
- (639312) 2017 BW107
- (639313) 2017 BZ107
- (639314) 2017 BU109
- (639315) 2017 BR117
- (639316) 2017 BB119
- (639317) 2017 BO120
- (639318) 2017 BR121
- (639319) 2017 BB123
- (639320) 2017 BX124
- (639321) 2017 BM127
- (639322) 2017 BT127
- (639323) 2017 BG128
- (639324) 2017 BH128
- (639325) 2017 BT131
- (639326) 2017 BN136
- (639327) 2017 BZ137
- (639328) 2017 BA138
- (639329) 2017 BS138
- (639330) 2017 BD139
- (639331) 2017 BG141
- (639332) 2017 BR144
- (639333) 2017 BE148
- (639334) 2017 BT156
- (639335) 2017 BF159
- (639336) 2017 BR160
- (639337) 2017 BL165
- (639338) 2017 BF179
- (639339) 2017 BE181
- (639340) 2017 CN2
- (639341) 2017 CT2
- (639342) 2017 CU2
- (639343) 2017 CJ7
- (639344) 2017 CJ9
- (639345) 2017 CF11
- (639346) 2017 CB13
- (639347) 2017 CE13
- (639348) 2017 CW14
- (639349) 2017 CV16
- (639350) 2017 CY19
- (639351) 2017 CA22
- (639352) 2017 CK22
- (639353) 2017 CP22
- (639354) 2017 CK23
- (639355) 2017 CZ23
- (639356) 2017 CO24
- (639357) 2017 CP24
- (639358) 2017 CK25
- (639359) 2017 CQ28
- (639360) 2017 CL29
- (639361) 2017 CP30
- (639362) 2017 CY30
- (639363) 2017 CJ31
- (639364) 2017 CJ33
- (639365) 2017 CZ33
- (639366) 2017 CD34
- (639367) 2017 CL34
- (639368) 2017 CY34
- (639369) 2017 CE35
- (639370) 2017 CT35
- (639371) 2017 DN1
- (639372) 2017 DX1
- (639373) 2017 DG2
- (639374) 2017 DM5
- (639375) 2017 DM9
- (639376) 2017 DA11
- (639377) 2017 DD12
- (639378) 2017 DZ14
- (639379) 2017 DN15
- (639380) 2017 DV18
- (639381) 2017 DW18
- (639382) 2017 DZ19
- (639383) 2017 DL20
- (639384) 2017 DT21
- (639385) 2017 DF23
- (639386) 2017 DE25
- (639387) 2017 DJ25
- (639388) 2017 DJ26
- (639389) 2017 DG30
- (639390) 2017 DS30
- (639391) 2017 DE31
- (639392) 2017 DV31
- (639393) 2017 DW31
- (639394) 2017 DX31
- (639395) 2017 DJ32
- (639396) 2017 DV33
- (639397) 2017 DF37
- (639398) 2017 DK38
- (639399) 2017 DA39
- (639400) 2017 DC41
- (639401) 2017 DM43
- (639402) 2017 DT43
- (639403) 2017 DM47
- (639404) 2017 DF51
- (639405) 2017 DZ51
- (639406) 2017 DG52
- (639407) 2017 DL52
- (639408) 2017 DR53
- (639409) 2017 DS53
- (639410) 2017 DD54
- (639411) 2017 DG56
- (639412) 2017 DP61
- (639413) 2017 DR63
- (639414) 2017 DY65
- (639415) 2017 DM67
- (639416) 2017 DB73
- (639417) 2017 DH73
- (639418) 2017 DC74
- (639419) 2017 DF74
- (639420) 2017 DB76
- (639421) 2017 DP76
- (639422) 2017 DY77
- (639423) 2017 DB78
- (639424) 2017 DL78
- (639425) 2017 DP78
- (639426) 2017 DQ79
- (639427) 2017 DM80
- (639428) 2017 DN80
- (639429) 2017 DB82
- (639430) 2017 DZ82
- (639431) 2017 DD83
- (639432) 2017 DG83
- (639433) 2017 DV83
- (639434) 2017 DU84
- (639435) 2017 DN85
- (639436) 2017 DE86
- (639437) 2017 DG87
- (639438) 2017 DC89
- (639439) 2017 DD90
- (639440) 2017 DQ92
- (639441) 2017 DM93
- (639442) 2017 DS95
- (639443) 2017 DG98
- (639444) 2017 DT99
- (639445) 2017 DW99
- (639446) 2017 DN100
- (639447) 2017 DE101
- (639448) 2017 DG103
- (639449) 2017 DZ104
- (639450) 2017 DL105
- (639451) 2017 DA106
- (639452) 2017 DY106
- (639453) 2017 DU107
- (639454) 2017 DG108
- (639455) 2017 DX109
- (639456) 2017 DG111
- (639457) 2017 DL111
- (639458) 2017 DQ111
- (639459) 2017 DP115
- (639460) 2017 DX116
- (639461) 2017 DA117
- (639462) 2017 DO117
- (639463) 2017 DB118
- (639464) 2017 DC118
- (639465) 2017 DN118
- (639466) 2017 DO120
- (639467) 2017 DH121
- (639468) 2017 DL121
- (639469) 2017 DQ121
- (639470) 2017 DJ130
- (639471) 2017 DB148
- (639472) 2017 EO4
- (639473) 2017 EH7
- (639474) 2017 EQ7
- (639475) 2017 EM9
- (639476) 2017 EY9
- (639477) 2017 EQ11
- (639478) 2017 EQ12
- (639479) 2017 EB14
- (639480) 2017 EV16
- (639481) 2017 EF17
- (639482) 2017 ER17
- (639483) 2017 EG22
- (639484) 2017 EN22
- (639485) 2017 EH23
- (639486) 2017 EQ23
- (639487) 2017 EX23
- (639488) 2017 EZ23
- (639489) 2017 EF24
- (639490) 2017 EC25
- (639491) 2017 EM30
- (639492) 2017 EZ30
- (639493) 2017 EV32
- (639494) 2017 FO3
- (639495) 2017 FS3
- (639496) 2017 FA4
- (639497) 2017 FR4
- (639498) 2017 FE5
- (639499) 2017 FH5
- (639500) 2017 FO6
- (639501) 2017 FX6
- (639502) 2017 FG8
- (639503) 2017 FN8
- (639504) 2017 FK10
- (639505) 2017 FJ11
- (639506) 2017 FZ13
- (639507) 2017 FM15
- (639508) 2017 FU15
- (639509) 2017 FH16
- (639510) 2017 FB19
- (639511) 2017 FD20
- (639512) 2017 FZ20
- (639513) 2017 FW21
- (639514) 2017 FB23
- (639515) 2017 FN23
- (639516) 2017 FJ24
- (639517) 2017 FO26
- (639518) 2017 FG28
- (639519) 2017 FF30
- (639520) 2017 FO30
- (639521) 2017 FC31
- (639522) 2017 FN31
- (639523) 2017 FZ31
- (639524) 2017 FP32
- (639525) 2017 FU32
- (639526) 2017 FC33
- (639527) 2017 FJ33
- (639528) 2017 FK34
- (639529) 2017 FL34
- (639530) 2017 FS34
- (639531) 2017 FK35
- (639532) 2017 FQ35
- (639533) 2017 FJ36
- (639534) 2017 FQ36
- (639535) 2017 FB38
- (639536) 2017 FK38
- (639537) 2017 FC40
- (639538) 2017 FD40
- (639539) 2017 FG40
- (639540) 2017 FW40
- (639541) 2017 FD42
- (639542) 2017 FL42
- (639543) 2017 FQ42
- (639544) 2017 FH43
- (639545) 2017 FT43
- (639546) 2017 FT44
- (639547) 2017 FE46
- (639548) 2017 FV46
- (639549) 2017 FE47
- (639550) 2017 FT47
- (639551) 2017 FU49
- (639552) 2017 FE50
- (639553) 2017 FG50
- (639554) 2017 FK50
- (639555) 2017 FC51
- (639556) 2017 FK51
- (639557) 2017 FN51
- (639558) 2017 FY51
- (639559) 2017 FF52
- (639560) 2017 FN52
- (639561) 2017 FC53
- (639562) 2017 FD53
- (639563) 2017 FH53
- (639564) 2017 FP56
- (639565) 2017 FG57
- (639566) 2017 FZ61
- (639567) 2017 FS62
- (639568) 2017 FJ67
- (639569) 2017 FJ69
- (639570) 2017 FH71
- (639571) 2017 FP71
- (639572) 2017 FS74
- (639573) 2017 FS77
- (639574) 2017 FU77
- (639575) 2017 FK78
- (639576) 2017 FO78
- (639577) 2017 FU79
- (639578) 2017 FO81
- (639579) 2017 FC83
- (639580) 2017 FO84
- (639581) 2017 FP84
- (639582) 2017 FD88
- (639583) 2017 FA89
- (639584) 2017 FD95
- (639585) 2017 FV95
- (639586) 2017 FL96
- (639587) 2017 FK97
- (639588) 2017 FO97
- (639589) 2017 FU97
- (639590) 2017 FH98
- (639591) 2017 FB99
- (639592) 2017 FD105
- (639593) 2017 FG106
- (639594) 2017 FY108
- (639595) 2017 FJ110
- (639596) 2017 FE111
- (639597) 2017 FK111
- (639598) 2017 FS111
- (639599) 2017 FT111
- (639600) 2017 FU111
- (639601) 2017 FJ115
- (639602) 2017 FC118
- (639603) 2017 FX120
- (639604) 2017 FE121
- (639605) 2017 FX121
- (639606) 2017 FK122
- (639607) 2017 FM124
- (639608) 2017 FM125
- (639609) 2017 FM130
- (639610) 2017 FA132
- (639611) 2017 FC134
- (639612) 2017 FT135
- (639613) 2017 FW135
- (639614) 2017 FT136
- (639615) 2017 FQ138
- (639616) 2017 FS138
- (639617) 2017 FS142
- (639618) 2017 FO144
- (639619) 2017 FM146
- (639620) 2017 FO148
- (639621) 2017 FD149
- (639622) 2017 FE150
- (639623) 2017 FV150
- (639624) 2017 FG152
- (639625) 2017 FC154
- (639626) 2017 FF155
- (639627) 2017 FA158
- (639628) 2017 FK158
- (639629) 2017 FM158
- (639630) 2017 FL159
- (639631) 2017 FG160
- (639632) 2017 FP160
- (639633) 2017 FS160
- (639634) 2017 FG162
- (639635) 2017 FN162
- (639636) 2017 FP162
- (639637) 2017 FB188
- (639638) 2017 FK188
- (639639) 2017 FD206
- (639640) 2017 FY212
- (639641) 2017 GM1
- (639642) 2017 GR1
- (639643) 2017 GE4
- (639644) 2017 GX8
- (639645) 2017 GA9
- (639646) 2017 GD9
- (639647) 2017 GE9
- (639648) 2017 GS9
- (639649) 2017 GE10
- (639650) 2017 GH17
- (639651) 2017 HQ
- (639652) 2017 HE3
- (639653) 2017 HR5
- (639654) 2017 HM6
- (639655) 2017 HN6
- (639656) 2017 HV6
- (639657) 2017 HJ9
- (639658) 2017 HR9
- (639659) 2017 HS9
- (639660) 2017 HS10
- (639661) 2017 HA13
- (639662) 2017 HP14
- (639663) 2017 HN15
- (639664) 2017 HE17
- (639665) 2017 HJ17
- (639666) 2017 HX17
- (639667) 2017 HN18
- (639668) 2017 HV19
- (639669) 2017 HZ19
- (639670) 2017 HK21
- (639671) 2017 HS21
- (639672) 2017 HT21
- (639673) 2017 HK23
- (639674) 2017 HB25
- (639675) 2017 HZ28
- (639676) 2017 HG32
- (639677) 2017 HD33
- (639678) 2017 HW33
- (639679) 2017 HT34
- (639680) 2017 HW36
- (639681) 2017 HW37
- (639682) 2017 HA39
- (639683) 2017 HP40
- (639684) 2017 HQ40
- (639685) 2017 HQ42
- (639686) 2017 HX42
- (639687) 2017 HO43
- (639688) 2017 HJ45
- (639689) 2017 HM45
- (639690) 2017 HC46
- (639691) 2017 HT48
- (639692) 2017 HY59
- (639693) 2017 HR61
- (639694) 2017 HF62
- (639695) 2017 JJ
- (639696) 2017 JL
- (639697) 2017 JY3
- (639698) 2017 KJ6
- (639699) 2017 KG7
- (639700) 2017 KH9
- (639701) 2017 KG13
- (639702) 2017 KS19
- (639703) 2017 KK20
- (639704) 2017 KS21
- (639705) 2017 KR25
- (639706) 2017 KW25
- (639707) 2017 KO29
- (639708) 2017 KJ30
- (639709) 2017 KP33
- (639710) 2017 KE39
- (639711) 2017 KY47
- (639712) 2017 NW3
- (639713) 2017 NH9
- (639714) 2017 OF12
- (639715) 2017 OW14
- (639716) 2017 OW29
- (639717) 2017 OC31
- (639718) 2017 OB44
- (639719) 2017 OS47
- (639720) 2017 OY47
- (639721) 2017 OZ51
- (639722) 2017 OG52
- (639723) 2017 OZ55
- (639724) 2017 OK57
- (639725) 2017 OS60
- (639726) 2017 OJ63
- (639727) 2017 OK64
- (639728) 2017 OG94
- (639729) 2017 OS95
- (639730) 2017 OV105
- (639731) 2017 OF114
- (639732) 2017 OG115
- (639733) 2017 OL141
- (639734) 2017 OA152
- (639735) 2017 PJ2
- (639736) 2017 PP7
- (639737) 2017 PP11
- (639738) 2017 PR13
- (639739) 2017 PR27
- (639740) 2017 PH31
- (639741) 2017 PG37
- (639742) 2017 PX38
- (639743) 2017 PL53
- (639744) 2017 PW71
- (639745) 2017 PE86
- (639746) 2017 QH20
- (639747) 2017 QQ21
- (639748) 2017 QR24
- (639749) 2017 QP25
- (639750) 2017 QL27
- (639751) 2017 QW36
- (639752) 2017 QE38
- (639753) 2017 QZ51
- (639754) 2017 QE53
- (639755) 2017 QM56
- (639756) 2017 QS56
- (639757) 2017 QF58
- (639758) 2017 QD61
- (639759) 2017 QP63
- (639760) 2017 QV63
- (639761) 2017 QD67
- (639762) 2017 QL91
- (639763) 2017 QX91
- (639764) 2017 QZ91
- (639765) 2017 QS97
- (639766) 2017 QC103
- (639767) 2017 QY112
- (639768) 2017 QA120
- (639769) 2017 QW124
- (639770) 2017 RC7
- (639771) 2017 RT8
- (639772) 2017 RU10
- (639773) 2017 RX24
- (639774) 2017 RX34
- (639775) 2017 RG37
- (639776) 2017 RO41
- (639777) 2017 RF47
- (639778) 2017 RS50
- (639779) 2017 RH54
- (639780) 2017 RJ57
- (639781) 2017 RK60
- (639782) 2017 RK64
- (639783) 2017 RH74
- (639784) 2017 RP74
- (639785) 2017 RG75
- (639786) 2017 RJ85
- (639787) 2017 RD93
- (639788) 2017 RC100
- (639789) 2017 RS104
- (639790) 2017 RG107
- (639791) 2017 RD120
- (639792) 2017 RV131
- (639793) 2017 SS5
- (639794) 2017 SU5
- (639795) 2017 SD8
- (639796) 2017 SB27
- (639797) 2017 SD34
- (639798) 2017 ST38
- (639799) 2017 SQ43
- (639800) 2017 SO44
- (639801) 2017 SE45
- (639802) 2017 SV52
- (639803) 2017 SN53
- (639804) 2017 SN66
- (639805) 2017 SA71
- (639806) 2017 SD81
- (639807) 2017 SJ83
- (639808) 2017 ST90
- (639809) 2017 ST94
- (639810) 2017 SD95
- (639811) 2017 SH96
- (639812) 2017 SC97
- (639813) 2017 SK97
- (639814) 2017 SM104
- (639815) 2017 SG107
- (639816) 2017 SQ108
- (639817) 2017 SV108
- (639818) 2017 SC112
- (639819) 2017 SH118
- (639820) 2017 SX197
- (639821) 2017 SF198
- (639822) 2017 SA209
- (639823) 2017 SO218
- (639824) 2017 SU226
- (639825) 2017 SS227
- (639826) 2017 SZ243
- (639827) 2017 SC250
- (639828) 2017 SJ262
- (639829) 2017 SN326
- (639830) 2017 TJ9
- (639831) 2017 TR24
- (639832) 2017 TV24
- (639833) 2017 UN6
- (639834) 2017 UK10
- (639835) 2017 US12
- (639836) 2017 UQ14
- (639837) 2017 UZ15
- (639838) 2017 UP19
- (639839) 2017 UZ35
- (639840) 2017 UM40
- (639841) 2017 UU104
- (639842) 2017 UH121
- (639843) 2017 VT3
- (639844) 2017 VJ5
- (639845) 2017 VZ11
- (639846) 2017 VB23
- (639847) 2017 VX23
- (639848) 2017 VZ26
- (639849) 2017 VY27
- (639850) 2017 VL28
- (639851) 2017 VP46
- (639852) 2017 WQ2
- (639853) 2017 WY5
- (639854) 2017 WD6
- (639855) 2017 WW8
- (639856) 2017 WZ45
- (639857) 2017 WJ81
- (639858) 2017 XN41
- (639859) 2017 XZ41
- (639860) 2017 XY55
- (639861) 2017 XL59
- (639862) 2017 YX15
- (639863) 2018 AP5
- (639864) 2018 AX9
- (639865) 2018 AN15
- (639866) 2018 AV26
- (639867) 2018 AX26
- (639868) 2018 AA30
- (639869) 2018 BC2
- (639870) 2018 BA11
- (639871) 2018 BP12
- (639872) 2018 BK19
- (639873) 2018 BK27
- (639874) 2018 BW30
- (639875) 2018 BC38
- (639876) 2018 CD4
- (639877) 2018 CU4
- (639878) 2018 CG5
- (639879) 2018 CM5
- (639880) 2018 CT5
- (639881) 2018 CG6
- (639882) 2018 CH8
- (639883) 2018 CV9
- (639884) 2018 CW9
- (639885) 2018 CV10
- (639886) 2018 CA12
- (639887) 2018 CG12
- (639888) 2018 CH15
- (639889) 2018 CC16
- (639890) 2018 DN10
- (639891) 2018 EX8
- (639892) 2018 FJ6
- (639893) 2018 FN7
- (639894) 2018 FD9
- (639895) 2018 FX15
- (639896) 2018 FS17
- (639897) 2018 FM18
- (639898) 2018 FN18
- (639899) 2018 FG21
- (639900) 2018 FW24
- (639901) 2018 FV25
- (639902) 2018 FQ28
- (639903) 2018 FR28
- (639904) 2018 FB29
- (639905) 2018 FE29
- (639906) 2018 FP29
- (639907) 2018 FP31
- (639908) 2018 FC46
- (639909) 2018 GC6
- (639910) 2018 GS6
- (639911) 2018 GG7
- (639912) 2018 GK7
- (639913) 2018 GS7
- (639914) 2018 GU8
- (639915) 2018 GV8
- (639916) 2018 GP9
- (639917) 2018 GS9
- (639918) 2018 GH11
- (639919) 2018 GD12
- (639920) 2018 GL12
- (639921) 2018 HK1
- (639922) 2018 HO4
- (639923) 2018 JM3
- (639924) 2018 JJ4
- (639925) 2018 JX4
- (639926) 2018 JK5
- (639927) 2018 JE6
- (639928) 2018 JA7
- (639929) 2018 KK3
- (639930) 2018 LZ6
- (639931) 2018 LF8
- (639932) 2018 LL8
- (639933) 2018 LP16
- (639934) 2018 LP38
- (639935) 2018 MK1
- (639936) 2018 ML7
- (639937) 2018 ME14
- (639938) 2018 MG20
- (639939) 2018 MZ26
- (639940) 2018 NP6
- (639941) 2018 NS9
- (639942) 2018 NG14
- (639943) 2018 NP14
- (639944) 2018 NU21
- (639945) 2018 NV22
- (639946) 2018 NT24
- (639947) 2018 NX26
- (639948) 2018 PD4
- (639949) 2018 PT6
- (639950) 2018 PZ12
- (639951) 2018 PV16
- (639952) 2018 PN42
- (639953) 2018 PR43
- (639954) 2018 PF51
- (639955) 2018 PH57
- (639956) 2018 PO59
- (639957) 2018 PO65
- (639958) 2018 PQ65
- (639959) 2018 PM115
- (639960) 2018 PT126
- (639961) 2018 QR3
- (639962) 2018 QT11
- (639963) 2018 QW11
- (639964) 2018 QZ16
- (639965) 2018 QL19
- (639966) 2018 RX9
- (639967) 2018 RS13
- (639968) 2018 RQ15
- (639969) 2018 RX16
- (639970) 2018 RC17
- (639971) 2018 RD17
- (639972) 2018 RL22
- (639973) 2018 RO23
- (639974) 2018 RB25
- (639975) 2018 RF29
- (639976) 2018 RF33
- (639977) 2018 RV50
- (639978) 2018 RD61
- (639979) 2018 SV5
- (639980) 2018 SM7
- (639981) 2018 SZ13
- (639982) 2018 SL20
- (639983) 2018 TT8
- (639984) 2018 TL9
- (639985) 2018 TX12
- (639986) 2018 TM13
- (639987) 2018 TX13
- (639988) 2018 TE25
- (639989) 2018 TZ37
- (639990) 2018 TD44
- (639991) 2018 UE6
- (639992) 2018 UX9
- (639993) 2018 UQ10
- (639994) 2018 UT27
- (639995) 2018 UP34
- (639996) 2018 VE10
- (639997) 2018 VB17
- (639998) 2018 VE19
- (639999) 2018 VH20
- (640000) 2018 VO23